# ヨム川
ヨム川（タイ語: แม่น้ำยม、Yom River）は、タイを流れる河川で、チャオプラヤー川の主要な支流の一つであるナーン川の支流。
水源はパヤオ県のen:Amphoe Pong。プレー県、スコータイ県と流れ、ナコーンサワン県のen:Amphoe Chum Saengでナーン川と合流する。